# Mike Nearman
Michael J. Nearman (Estados Unidos; 1963 o 1964) es un político estadounidense que se desempeñó como miembro de la Cámara de Representantes de Oregón desde 2015 hasta 2021, cuando fue expulsado por su papel en la irrupción del Capitolio del Estado de Oregón en diciembre de 2020.

## Biografía
Nacido y criado en Oregón, Nearman se graduó del Jesuit High School en Beaverton. Obtuvo una licenciatura en filosofía de la Universidad de Marquette antes de regresar a Oregón para trabajar en el negocio de muebles de su familia. Años más tarde, obtuvo una licenciatura en ciencias de la computación de la Universidad de Western Oregon.
Antes de ingresar a la política, Nearman trabajó como lavaplatos, sepulturero, conductor de taxis y representante de soporte técnico. De 2010 a 2015, Nearman trabajó como ingeniero de software para UTC Climate, Controls & Security.

## Cámara de Representantes de Oregón
Nearman fue elegido miembro de la Cámara de Representantes de Oregón en 2014 después de derrotar al representante titular Jim Thompson en las elecciones primarias republicanas. The Oregonian informó que Nearman se sintió impulsado por la oposición conservadora a las posturas más progresistas de Thompson sobre cuestiones sociales como el matrimonio entre personas del mismo sexo y los derechos al aborto.
Nearman es uno de los dos peticionarios que presentan la medida de votación IP 5, que requeriría que todos los habitantes de Oregón se vuelvan a registrar para poder votar y mostrar a un funcionario estatal un certificado de nacimiento, pasaporte u otra documentación para poder registrarse.
El 11 de diciembre de 2020, Nearman y otros 11 funcionarios republicanos estatales firmaron una carta solicitando que la procuradora general de Oregón, Ellen Rosenblum, se uniera a Texas y otros estados para impugnar los resultados de las elecciones presidenciales de 2020 en el caso Texas v. Pensilvania. Rosenblum anunció que había presentado una solicitud en nombre de la defensa y contra el caso el día anterior.

## Disturbios en el Capitolio de Oregón de 2020
Durante una sesión especial el 21 de diciembre de 2020, Nearman permitió que manifestantes armados ingresaran al Capitolio del Estado de Oregón para protestar contra las restricciones de salud relacionadas con la pandemia de COVID-19 en Oregón. Joey Gibson, activista político y fundador de Patriot Prayer, publicó un video en Parler indicando que un representante estatal permitió que el grupo ingresara al capitolio, y en enero de 2021 se publicó un video de seguridad donde se veía a Nearman permitiendo que manifestantes de derecha ingresaran al Capitolio a través de una puerta.
La presidenta de la Cámara de Representantes de Oregón, Tina Kotek, multó a Nearman con 2.000 USD, lo despojó de sus asignaciones y nombramientos en el comité y le pidió que renunciara. Nearman entregó su insignia del edificio del Capitolio; acordó no dejar entrar a personas no autorizadas al edificio y se le pidió que avisara con 24 horas de anticipación antes de entrar al edificio. La Policía del Estado de Oregón abrió una investigación criminal en su contra.
El 30 de abril de 2021, los fiscales acusaron a Nearman de mala conducta oficial en primer grado (punible con un máximo de 364 días en prisión y una multa de 6.250 USD) y allanamiento de morada en segundo grado (punible con un máximo de 30 días en la cárcel y una multa de 1.250 USD). Nearman no compareció ante el tribunal el 11 de mayo cuando fue procesado por los cargos y su abogado no presentó una declaración de culpabilidad. Debe comparecer ante el tribunal en persona o de forma remota para una audiencia el 29 de junio.
En junio de 2021, se descubrió un video de una reunión en la oficina de la Freedom Foundation el 16 de diciembre de 2020, durante la cual Nearman detalló su plan para permitir la entrada de manifestantes al capitolio, que denominó «Operación Hall Pass». Lo expresó en un irónico, afirmando no saber nada del plan y diciendo que el número de teléfono celular que dio eran números aleatorios.

### Expulsión
El 10 de junio de 2021, la Cámara de Representantes de Oregón votó 59-1 para expulsar a Nearman por «conducta desordenada»; el único voto en contra lo emitió el propio Nearman. Es el primer miembro expulsado en la historia del estado.